# ムスタファ・バヤル・サール
ムスタファ・バヤル・サール（Moustapha Bayal Sall, 1985年11月30日 - ）は、セネガル・ダカール出身の同国代表サッカー選手。ポジションはディフェンダー（センターバック）。
アフリカネイションズカップ2008ではグループリーグ初戦・チュニジア戦の45分に得点を挙げた。

## 代表歴
- セネガル代表 2005-
  - 2008年 - アフリカネイションズカップ (グループリーグ敗退)
  - 2012年 - アフリカネイションズカップ (グループリーグ敗退)